# كاواساكي أو إتش-1
كاواساكي أو إتش-1 (بالإنجليزية: Kawasaki OH-1)، (اسم مستعار: «نينجا» "Ninja") هي مروحية عسكرية للاستطلاع والمراقبة، تم تطويرها وتصنيعها من قبل شركة كاواساكي الفضائية. المشغل الأول هو قوة الدفاع الذاتي البرية اليابانية (JGSDF)، والتي تم شراؤها في الأصل خلفا للمروحية المنتجة محليا من نوع OH-6D Loach. وتعد كاواساكي أو إتش-1 بأنها أول مروحية يتم إنتاجها بالكامل في اليابان.

## التطوير

### أصول

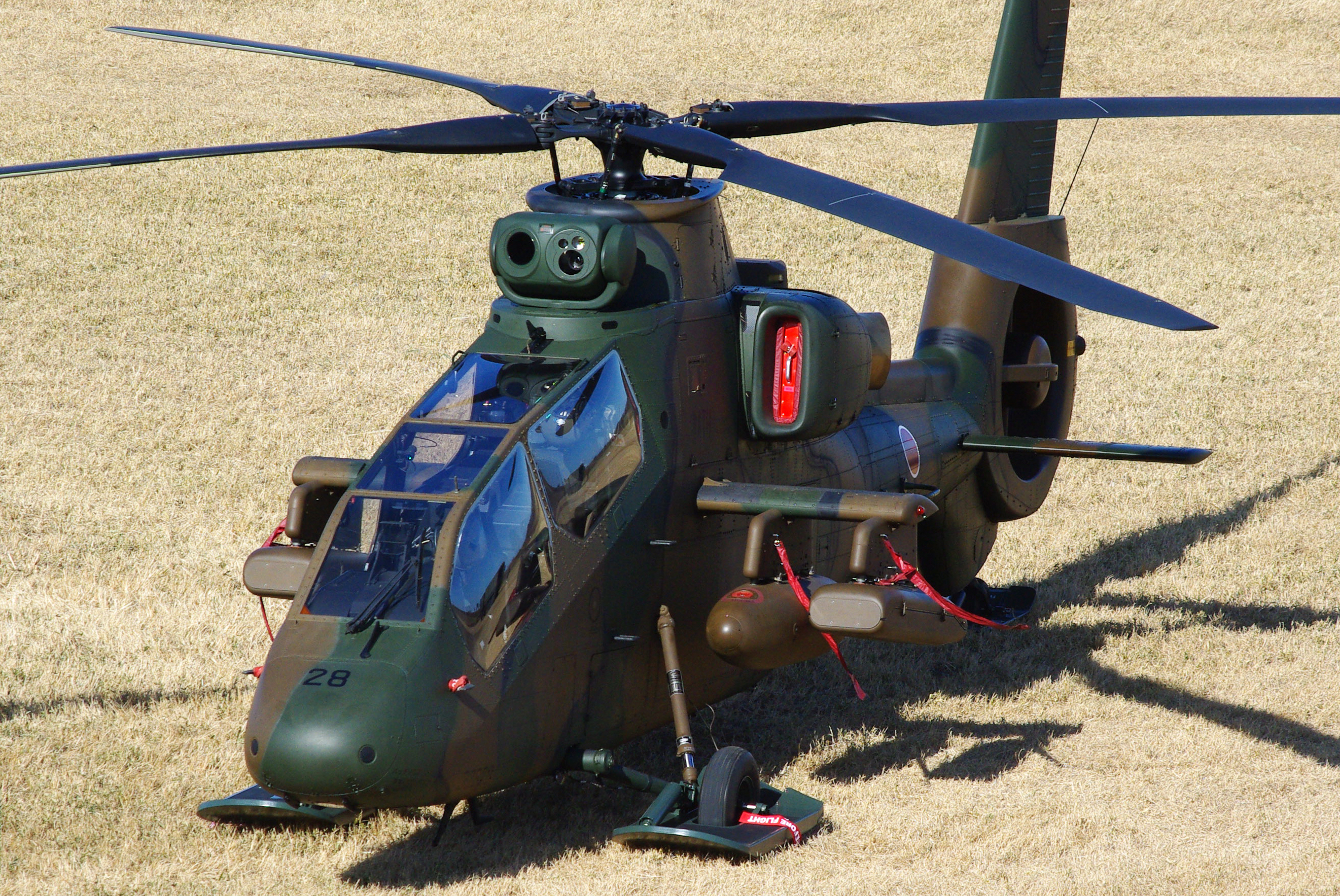
A JGSDF OH-1, 2012

بدأت تفكر وكالة الدفاع اليابانية بمنتصف الثمانينات في إخراج طائرات الهليكوبتر الخفيفة أو إتش-6دي من الخدمة. لتقرر شراء نوع الأصليين للأدوار الاستطلاعية. في عام 1992 تم اختيار شركة كاواساكي كمقاول رئيس مع 60 في المئة من البرنامج ويتم تخصيص الباقي بالتساوي بين شركة فوجي وشركة ميتسوبيشي. الهدف من هذه الشركات الثلاث إنشاء مروحية مراقبة لتطوير البرنامج، الذي بدأ العمل في عام 1992.

### التطوير المستقبلي

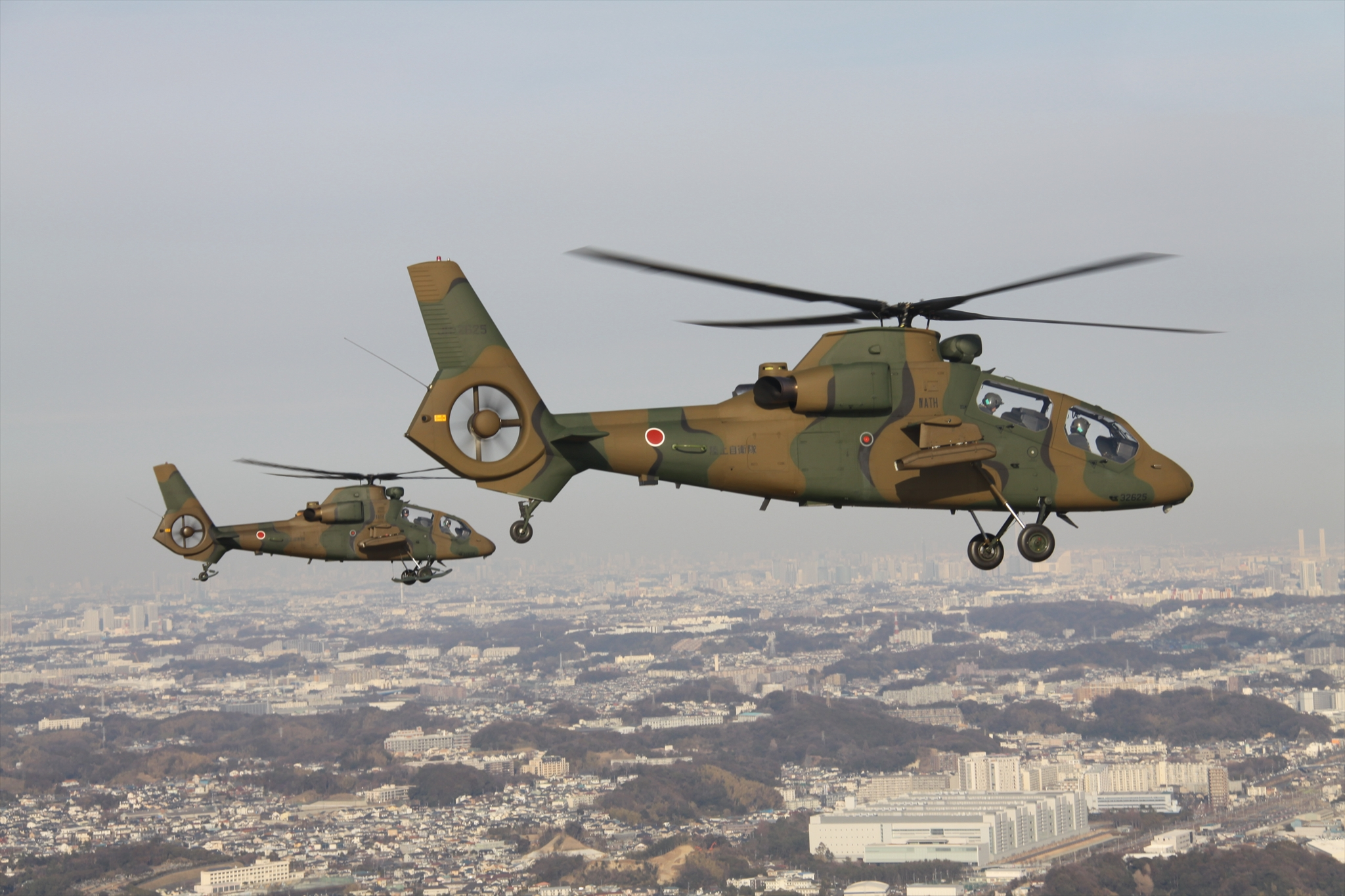
A pair of OH-1s in formation flight

## التصميم

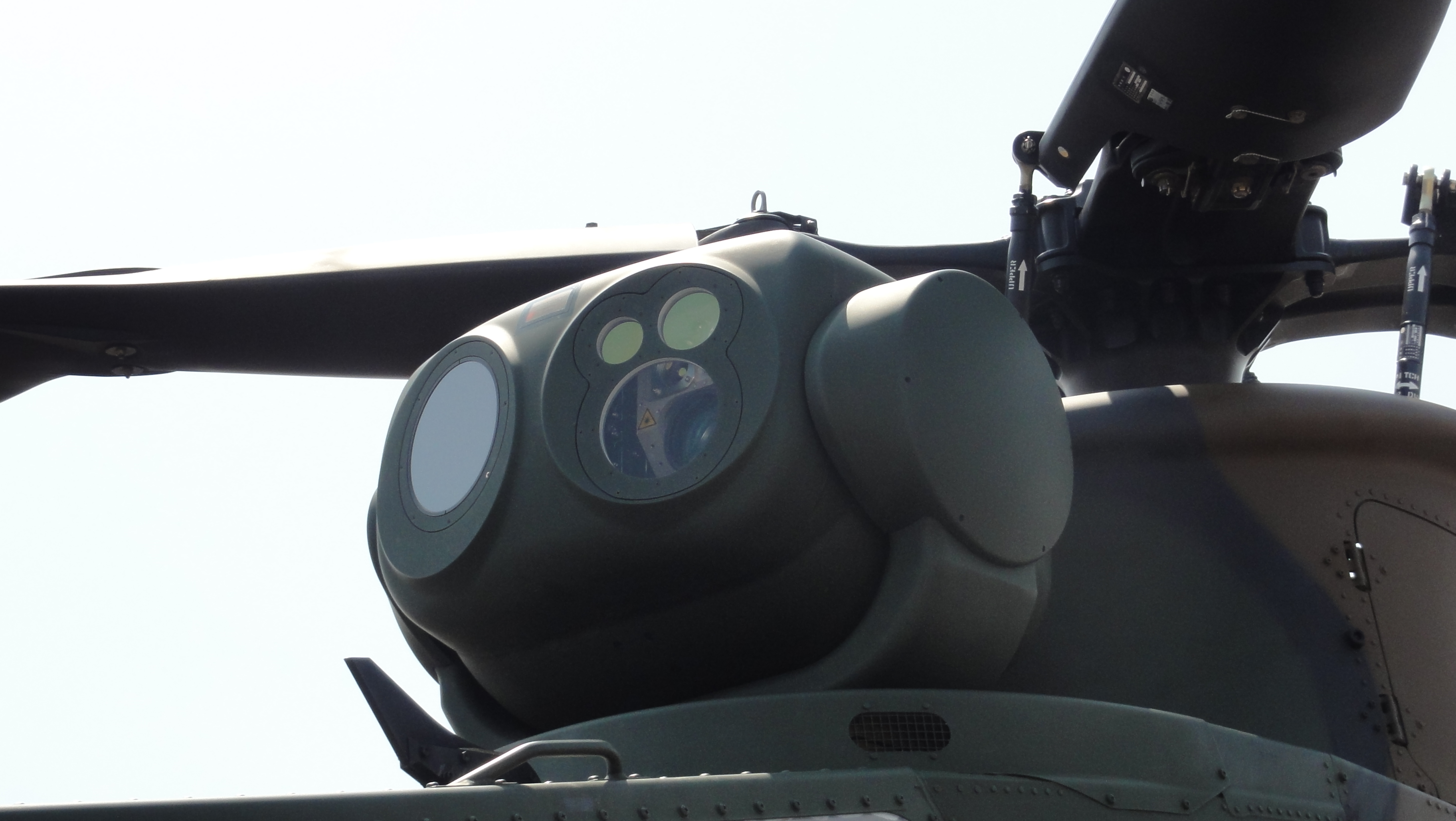
The electro-optical sensor on upper fuselage of an OH-1

## المتغيرات
- XOH-1: نسخة النموذج

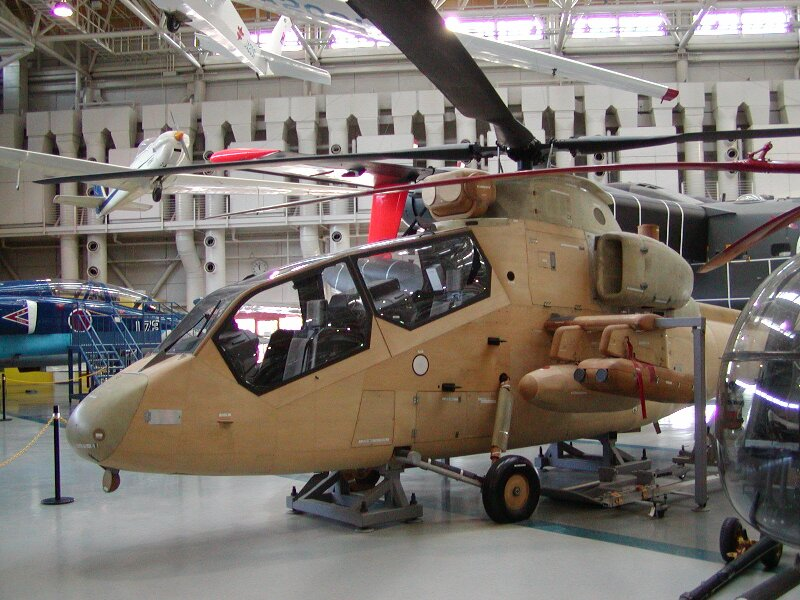
Kawasaki XOH-1 prototype on display at the كاكاميغهارا (غيفو) Aerospace Science Museum

- OH-1: نموذج الإنتاج، كما تستخدم طائرة هليكوبتر للمراقبة
- AH-2: مقترح مشتق لمروحية هجومية بمحركات أفضل وأسلحة إضافية مضادة للدبابات. رفضت لصالح بوينغ إيه إتش-64 أباتشي.[1]

## المشغلين
اليابان
- قوة الدفاع الذاتي البرية اليابانية[3]

## مواصفات (OH-1)

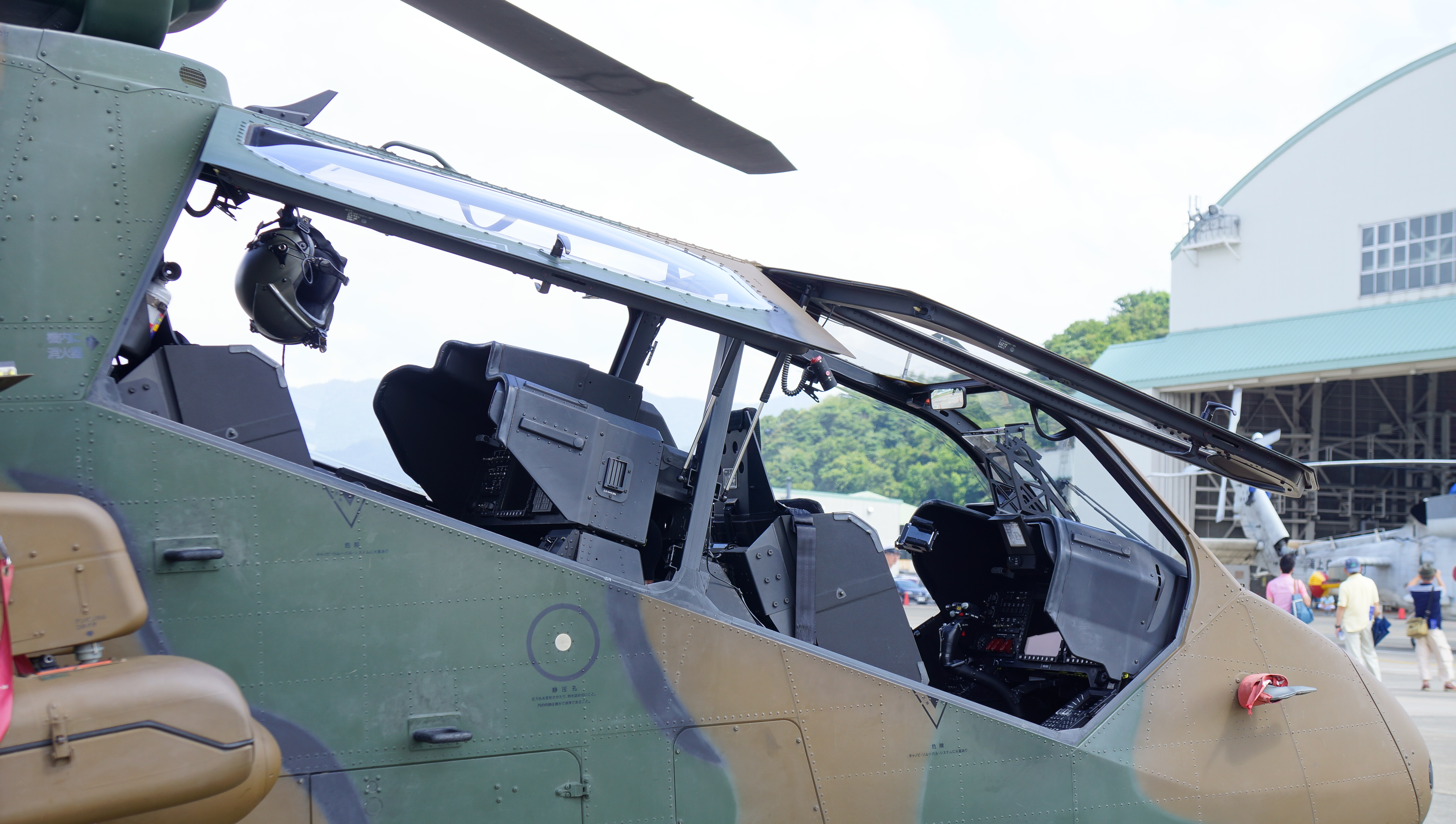
Cockpit of an OH-1

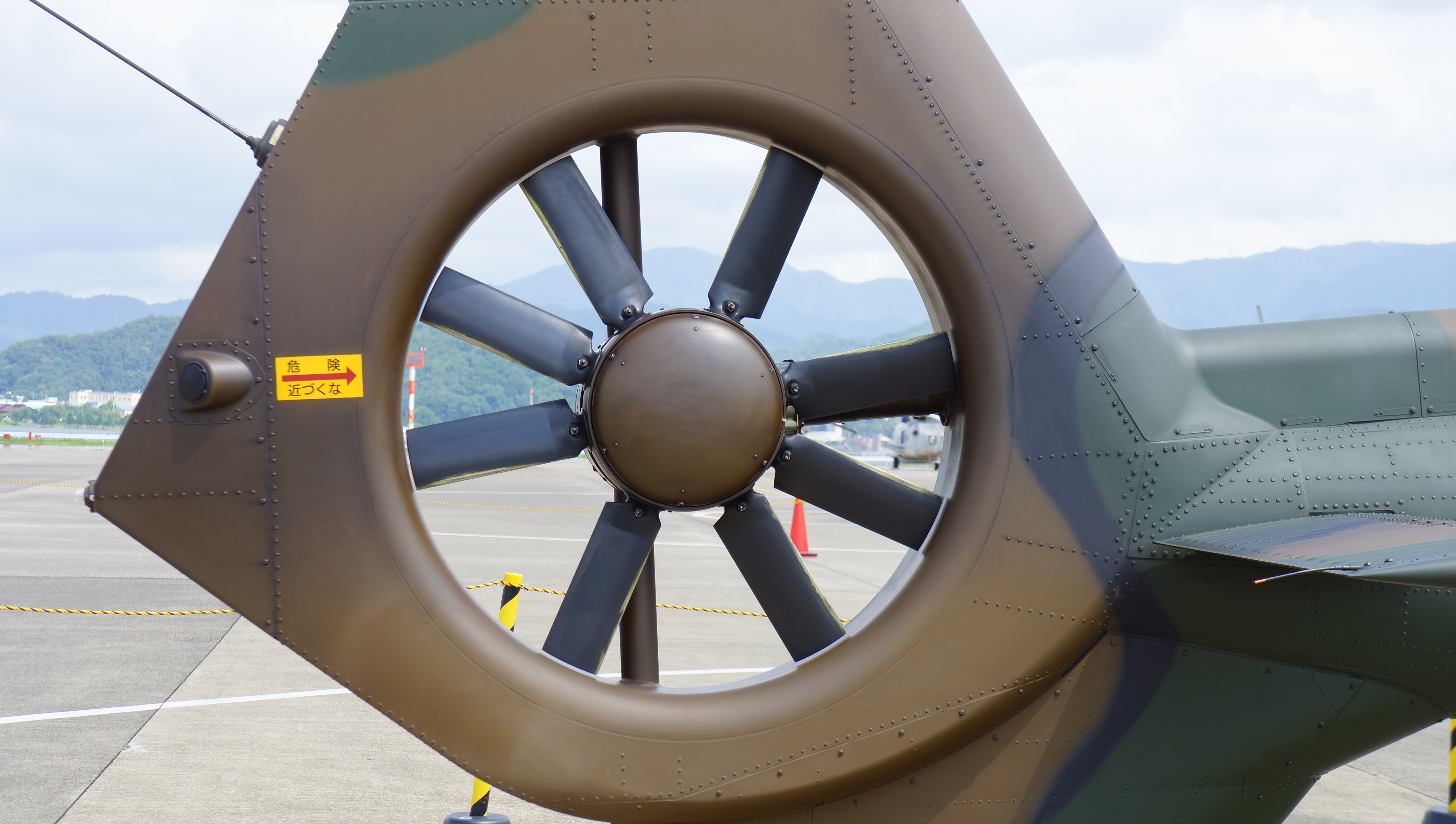
فنسترون tail rotor, note the asymmetrical blades

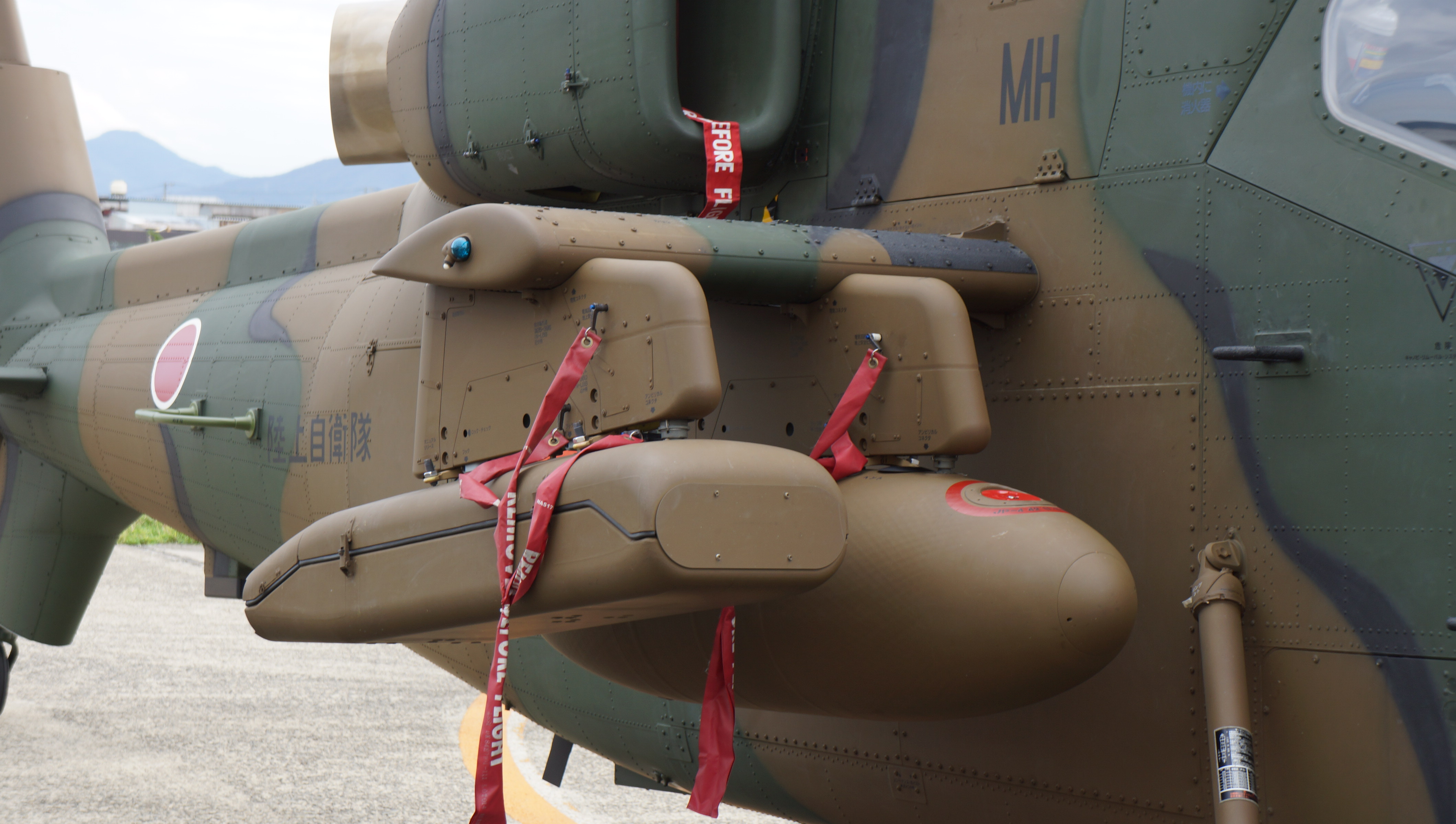
Stub wing of an OH-1

البيانات من Kawasaki Aerospace
الخصائص العامة
- طاقم: 2 (طيار ومراقب)
- طول: 12 م (39 قدم 4 بوصة)
- ارتفاع: 3.8 م (12 قدم 6 بوصة)
- الوزن فارغة: 2,450 كـغ (5,401 رطل)
- وزن الإقلاع الأقصى: 4,000 كـغ (8,818 رطل)
- محركات: 2 × Mitsubishi TS1-M-10 [اليابانية]
 turboshaft engines, 660 كـو (890 حصان) الواحد
- قطر الدوار الرئيسي:  11.6 م (38 قدم 1 بوصة)
- مساحة الدوار الرئيسي: 105.7 م2 (1,138 قدم2)

أداء
- السرعة القصوى: 278 كم/س (173 ميل/س؛ 150 عقدة)
- سرعة العبور: 220 كم/س (137 ميل/س؛ 119 عقدة)
- مدى: 550 كـم (342 ميل؛ 297 nmi)
- Ferry range: 720 كـم (447 ميل؛ 389 nmi)
- سقف الخدمة: 4,880 م (16,010 قدم)

تسليح

- نقاط تعليق: 4 × pylons for rockets, gun pods, anti-tank missiles, or Type 91 air-to-air missiles